# Otto Robsahm
Otto Edvard Robsahm, född 27 september 1890, död 13 februari 1969, var en norsk affärsman och dubbelagent. 
Robsahm arbetade under andra världskriget samtidigt för både tyska Abwehr och brittiska SIS. I Göteborg hade han goda kontakter med konsuln på norska konsulatet, som också var hans svåger. Vicekonsul Somerville på engelska konsulatet och dessutom SIS chef i Göteborg, litade också helt på honom. Robsahm försåg diplomaterna med rapporter om tyska militäranläggningar i Norge, som dessförinnan redigerats av Abwehrs experter. 
Norska ambassaden i Stockholm misstänkte honom för att vara tysk spion redan hösten 1941, men Somerville gick i god för honom, och förklarade att han var en pålitlig agent som arbetade för den engelska underrättelsetjänsten.
Robsahms rapporter till Abwehr bidrog till att de norska Kvarstadsbåtarna på våren 1942 under färd från Göteborg till Storbritannien möttes av tyska bevakningsfartyg och flera av besättningarna tillfångatogs. Han kom med tiden att anses som tyskarnas viktigaste agent i Norden, speciellt på grund av det faktum att han var den enda tyska agent i Norge som lyckats infiltrera den engelska underrättelsetjänsten. Otto Robsahm blev dömd i Högsta domstolen 1950 till livstid, men släpptes redan i december 1956. Han var far til skådespelarna Fred och Margarete Robsahm.